# 空飛ぶモンティ・パイソンのエピソード一覧
空飛ぶモンティ・パイソンのエピソード一覧（そらとぶモンティ・パイソンのエピソードいちらん）は、イギリスのスケッチ・コメディー番組『空飛ぶモンティ・パイソン』の各エピソードを記した一覧である。
台本にタイトルのないエピソードについてはもっともメジャーなものをとり、イタリック体で示している。また、スケッチの日本語版タイトルは、ソニー版DVDの記述に従っている。
日本初放送日は、東京12チャンネル（現:テレビ東京）で1976年に放送された『チャンネル泥棒！快感ギャグ番組！空飛ぶモンティ・パイソン』（全25回）の放送日を指す。ただし、他に第2シリーズの第2話、第3話、第11話などほんの一部のみが抜粋されて放送された回もある。また、第2シリーズの第6話は1977年の『爆笑！チャンネル泥棒 モンティ・パイソン2』の第8回において一部が初放送されている。

## 第1シリーズ
| 「 | It's... | 」 |

第1シリーズは全話においてオープニングにマイケル・ペイリン演ずる「イッツマン」が登場し、「It's...」というセリフを放つ。

### 1. カナダはどっちだ？！
（第1話、本放送1969年10月5日 / 日本初放送1976年4月9日（第1回、ただし一部のみ））
- オープニング
- 英国人と豚の闘争
- 死に方コンテスト
- イタリア人のための初級イタリア語講座
- ウィッゾ・バター・コマーシャル
- ゲージツの時間
  - その1 - エドワード・ロス卿インタビュー
  - その2 - アーサー・"物置2つ"・ジャクソン
  - その3 - パブロ・ピカソ自転車レース
- ヴィクトリア時代・思い出のアルバム（アニメ）
- 恐怖の殺人ジョーク
- エンド・クレジット

### 2. セックスとバイオレンス
（第2話、本放送1969年10月12日 / 日本初放送1976年4月16日（第2回））
- オープニング
- 木登り羊のハロルド
- 羊のコンコルド
- ペッパー・ポットの"おフランス"談義
- 考える人（アニメ）
- お尻のお山が三つある男
- 二つの鼻を持つ男
- ネズミ虐待オルガン
- 結婚カウンセラー
- おてんばヴィクトリア女王
- 親子間階級闘争
- 馬上のスコットランド人
- 実は、三つ目の鼻を持つ男
- 空飛ぶ羊（アニメ）
- 討論番組『エピローグ』
- 殺されたガンマン（アニメ）
- 人食いベビーカー（アニメ）
- 女体オカリナ（アニメ）
- ネズミ問題
- エンド・クレジット

### 3. 遠くから異なる種類の木を見分ける方法
（第3話、本放送1969年10月19日 / 日本初放送1976年4月23日（第3回））
- オープニング
- 遠くから異なる種類の木を見分ける方法（その1）
- 法廷にて
- 自転車修理マン
- よい子のお話の時間
- 頭突きをする牧師（アニメ）
- 三ツ星レストランにて
- 過去を買いましょう（アニメ）
- ミルクマン（牛乳配達員）の罠
- 盗まれたニュース・キャスター
- 遠くから異なる種類の木を見分ける方法（その2）
- 子供にインタビュー
- ナッジナッジ（このお、ちょんちょん）
- エンド・クレジット

### 4. フクロウの柔軟体操の時間
（第4話、本放送1969年10月26日 / 日本初放送1976年4月30日（第4回））
- オープニング
- リビアのカーディフ・ルームから
- アート・ギャラリー
- 美術鑑定家
- 男の生きがいはリビアのカーディフ・ルームから
- 男の生きがいは公衆の面前で裸になること
- フルーツから身を護る方法
- 熱心な執刀医たち（アニメ）
- 神輿に乗った貴族の海水浴
- 男の生きがいはイングランドの森
- 英国歯科医師会こそ男の生きがい
- エンド・クレジット

この回には、グレアム・チャップマン演ずる軍人が登場、無理矢理スケッチを終了させる。

### 5. 20世紀後半における男のアイデンティティ・クライシス
（第5話、本放送1969年11月16日 / 日本初放送1976年5月7日（第5回））
- オープニング
- ネコ様悩ませ株式会社
- ヒゲ編みバアさん（アニメ）
- スイス時計の密輸犯
- 犯罪とモラルについて考える
- アナウンサーか容疑者か？
- ロマンチック映画のハイライト
- 筋肉増強マシーン"ダイナモ・テンション"（アニメ）
- おねむちゃん
- 職業紹介所
- 百科事典のセールスマン
- エンド・クレジット

### 6.芸術の時間（別題：ブダペストの銀メッキ製テンにBBCがエントリー）
（第6話、本放送1969年11月23日 / 日本初放送1976年5月28日（第8回））
- オープニング
- 逃げ出したサイン（アニメ）
- 芸術の時間　ヨハン・ガンボルプティ…
- ダビデ（アニメ）
- 法に律儀なマフィアたち
- ウィッゾ・チョコレート工場
- 静かな株屋の一日
- 劇場のインディアン
- みんなの友達おまわりさん
- 馬上のスコットランド人
- 男を襲うベビー・カー
- 20世紀ハタネズミ映画会社
- エンド・クレジット

### 7. いい加減にしろ
（第7話、本放送1969年11月30日）
- オープニング
- ラクダマニア
- 株主総会
- SFスケッチ（約20分のロング・スケッチ）
- エンド・クレジット

### 8. 正面ストリップ
（第8話、本放送1969年12月7日 / 日本初放送1976年5月14日（第6回））
- オープニング
- 正面ストリップ
- 1970年いまどきの軍人
- 正面ストリップ（アニメ）
- 欲求不満の美術評論家
- ベッド売場
- 世捨て人
- 踊るヴィーナス（アニメ）
- 死んだオウム
- 露出狂の正面ストリップ
- 恐怖の不良集団グレバッパ族
- エンド・クレジット

この回には、グレアム・チャップマン演ずる軍人がたびたび登場、無理やりスケッチを終了させる。オープニングでイッツ・マンに爆弾を手渡すビキニ・スタイルの女性はエヴァ・オーリン（クレジット無し）。

### 9. アリのご紹介
（第9話、本放送1969年12月14日 / 日本初放送1976年5月21日（第7回））
- オープニング
- ラマ
- 鼻にテープレコーダーが入った男（その1）
- 乱視のキリマンジャロ登山隊
- 鼻にテープレコーダーが入った男（その2）
- 百科事典をセールスする神父（アニメ）
- ゲイの床屋さん（ランバージャック）
- ガンビー教授のTV番組批判
- ナイトクラブの司会者
- トルコ式レスラーの奇怪なダンス（アニメ）
- アッパー・クラス・バカ狩猟コント
- 招かれざる訪問者たち
- エンド・クレジット

### 10.無題
（第10話、本放送1969年12月21日）
- オープニング
- あなたもコントに出ませんか？
- 間違えた銀行強盗
- お寒い番組司会者
- アーサー・ツリー
- チッペンデール・デスク（アニメ）
- 職業カウンセラー
- ドーバー海峡をジャンプする男
- ペット・ショップ
- ゴリラの図書館司書インタビュー
- 深夜の訪問者
- 理屈っぽい生態系（アニメ）
- エンド・クレジット

### 11.王立交響楽団、トイレへ！
（第11話、本放送1969年12月28日）
- オープニング
- 王立交響楽団、トイレへ！
- 歴史の世界（その1）
- アガサ・クリスティー風コント
- サッカー選手インタビュー
- 葬儀屋（アニメ）
- インタラスティング・ピープル
- 葬儀されてしまう葬儀屋
- 歴史の世界（その2.セクシー・バージョン）
- 歴史の世界（その3）
- エンド・クレジット

### 12.裸のアリ
（第12話、本放送1970年1月4日 / 日本初放送1976年6月18日（第11回））
- オープニング
- クマに襲われる信号交換所（その1）
- 人事異動
- 落ちる人たち（アニメ）
- 訳のわからない報道特番
- クマに襲われる信号交換所（その2）
- ヒトラーのいる民宿
- 警察署コント
- 第127回　上流階級アホレース
- バラバラになる下士官（アニメ）
- ケン・シャビー
- ウッド党の政見放送
- エンド・クレジット

### 13.しばらくお待ちください
（第13話、本放送1970年1月11日 / 日本初放送1976年6月4日（第9回））
- オープニング
- インターミッション（しばらくお待ちください）
- 変人の多いレストラン
- マフィアのレストランCM
- アホウドリ
- ロッティンディンの警官ナンパ作戦
- ミー・ドクター！
- 歴史上の人物モノマネ・ショー
- 子どもインタビュー
- 警察のおとぎ話
- 報道特番〜魔法による警察の犯罪捜査〜
- アッティラ大王の自首
- 救急車（アニメ）
- 不安な精神科医
- スクォッターズ
- ロマンスと笑いのエンディング？（アニメ）
- エンド・クレジット
- 最後の"インターミッション（しばらくお待ちください）"

## 第2シリーズ
| 「 | And now for something completely different. | 」 |

| 「 | It's... | 」 |

第2シリーズのオープニングでは、「And now something completely different. （それでは、今までとは全く違ったものをお見せしましょう）」とジョン・クリーズ演ずるアナウンサーが語った後で、イッツマンが登場し、「It's...」と言う。

### 1.内務大臣を迎えて（別題：ディンズデール）
（第14話、本放送1970年9月15日 / 日本初放送1976年4月9日（第1回、ただし一部のみ））
- オープニング
- 内務大臣を迎えて
- 新型ガス調理器コント
- 空軍パイロットの髭剃り（アニメ）
- 新聞販売店のエッチな客
- バカ歩き省
- 蛙のエセル
- エンド・クレジット

### 2.スペイン宗教裁判
（第15話、本放送1970年9月22日）
- 人力飛行機
- オープニング
- スペイン宗教裁判
- BBCのジョーク『訪問販売コント』に出演
- つまらんぞよ（アニメ）
- 税金問題
- スペイン宗教裁判（その2）
- 告白します（アニメ）
- "嵐が丘"手旗信号バージョン
- ジェスチャー"刑事裁判"
  - スペイン宗教裁判（その3）（エンド・クレジット）

### 3.デジャヴュ（別題：場面5）
（第16話、本放送1970年9月29日）
- オープニング
- 主教のリハーサル
- 飛ぶ教室
- 英国航空ハイジャック
- ケチな詩人、ユアン・マクティーグル
- 手の世界（アニメ）
- 牛乳配達員スタイルの精神科医
- 精神世界番組〜デジャヴュの世界〜
- エンド・クレジット

### 4.バズ・オルドリン・ショー（別題：お詫び）
（第17話、本放送1970年10月20日）
- サナギから蝶へ！（アニメ）
- オープニング
- 建築コント
- フリーメイソンを見分ける方法
- 悪徳保険業者コント
- ザ・ビショップ
- ドキュメンタリーなんかくそくらえ
- 一家に一台、詩人をどうぞ！
- またまたザ・ビショップ
- 五匹の呪われたカエル（アニメ）
- 薬局
- エンド・クレジット（バックはバズ・オルドリンの写真）

この回ではガンビーが番組内にたびたび登場する。

### 5.とあるスナック・バーからの中継
（第18話、本放送1970年10月27日 / 日本初放送1976年6月11日（第10回））
- とあるスナック・バーからの中継（その1）
- オープニング
- 恐怖のブラック・メイル
- 問題棚上げ委員会
- 大脱走（その1）（アニメ）
- 中断しちゃうTV番組
- 大脱走（その2）（アニメ）
- エビサラダ有限会社
- 掠奪された七人の花嫁
- テディとネディ（アニメ）
- お肉屋さんにて
- とあるスナック・バーからの中継（その2）
- ある偉大なボクサーの物語
- 溶け込めなかったアナウンサーによるエンディング

### 6.これがBBC商法だ！（別題：学校賞）
（第19話、本放送1970年11月3日）
- これがBBC商法だ！
- 時間ですよ！
- チキンマン参上〜オープニング〜（アニメ）
- パクリ専門映画監督、L.F.ディブリー
- 事件ですよ！
- サムライ（アニメ）
- ティミー・ウィリアムスの部屋
- 鼻長男のインタビュー
- 飾り窓のモナリザ（アニメ）
- 戸籍係にて
- ホクロ王子の冒険（アニメ）
- 選挙速報スペシャル
- エンド・クレジット

### 7.アッティラ・ザ・フン・ショー
（第20話、本放送1970年11月10日 / 日本初放送1976年7月9日（第14回））
- アッティラ・ザ・フン・ショー
- オープニング
- アッティラ・ザ・ナン
- 病室のストリップ
- 政治家のストリップ
- 政治家のグルーピー
- キラー・シープ（アニメ）
- オウム・ニュース
- アホと現代社会
- 変なクリケット中継
- クイズ、頭に一発！
- エンド・クレジット

### 8.今日の考古学
（第21話、本放送1970年11月17日 / 日本初放送1976年7月2日（第13回））
- 番組案内
- オープニング
- 親指の鼻を持つマンモス（アニメ）
- 今日の考古学
- ベリング牧師の説教
- 英国"脱腸"協会を代表して…
- 欠陥花嫁の交換
- 医者と患者
- 恐怖のチキン・ギャング（アニメ）
- パーティの下品カップル（その1）
- パーティの下品カップル（その2）
- モスキート・ハンター
- ゲイの裁判官
- ベートーヴェン秘話
- エンド・クレジット（ゲイの裁判官が再登場）

### 9.身体のパーツを見分ける方法
（第22話、本放送1970年11月24日 / 日本初放送1976年6月25日（第12回））
- オープニング
- 身体のパーツを見分ける方法
- ブルース
- オチョクリの達人インタビュー
- おかしな二人
- 進軍体操
- 将軍たちのバレエ・チーム（アニメ）
- キラー・カーズ（アニメ）
- カミカゼ航空会社
- 波間のマリン・シアター
- ラジオドラマ『スコットランド女王メアリーの死』
- マーガレット・サッチャーの脳みそ
- ヨーロッパ警察対抗歌合戦
- エンド・クレジット（BGM:"Bing Tiddle Tiddle Bang"）

### 10.南極のスコット
（第23話、本放送1970年12月1日 / 日本初放送1976年4月9日（第1回、ただし一部のみ））
- フランス映画『フロマージュ・グボン』
- 南極のスコット
- サハラのスコット
- オープニング
- アンヨと入れ歯のダンス（アニメ）
- 観賞魚の免許
- ラグビー〜古典的ダービー市議会VSオールブラックス〜
- サッカー〜ボーンマス海水浴場の産婦人科医チームVSワトフォードのシルバー船長扮装チーム〜
- エンド・クレジット

### 11.他人から身を隠す方法
（第24話、本放送1970年12月8日）
- 無責任な広告マン
- オープニング
- マクドナルド首相
- 編集アシスタント募集
- 国際共産主義に効くクレルム歯磨きCM（アニメ）
- 鉄道オタク殺人事件
- 超出っ歯の映画監督
- 宗教のホンネ
- 政府広報第42『他人から身を隠す方法』
十字架にキリストがかけられているアニメをカット。
- スタジオで身を隠すバンドの演奏
- エンド・クレジット（BGM:"Yummy Yummy Yummy,I've Got Love in my Tummy"）
- 今夜の番組をもう一度

### 12.スパム
（第25話、本放送1970年12月15日 / 日本初放送1976年9月24日（第25回））
- ザ・ブラック・イーグル
- オープニング
- 危険なポケット英会話ブック
- 2001年宇宙の旅（アニメ）
- ワールド・フォーラム〜共産主義指導者サッカー・クイズ〜
- 戦場1914（その1）
- 名画たちのストライキ
- 戦場1914（その2）
- オーバー・アクション病
- ガンビー教授の生け花教室
- スパム
- エンド・クレジット

### 13.ロイヤル・エピソード13（別題：女王陛下のモンティ・パイソン）
（第26話、本放送1970年12月22日）
- 女王陛下のためのオープニング（アナウンサーのみ登場）
アナウンサーが「今日は女王陛下がご覧になる非常にめでたい日です。ではいつものタイトルを」を粛々と語った後、「イギリスの国章に番組名が書かれたスクロールが重ねられた映像に、BGMが威風堂々に変更された格調高い内容のオープニングアニメが流れる」という英国王室ネタである。次のプログラム「ウェールズの炭鉱にて」では、唐突に「女王陛下はまだバージニアン(裏番組)をご覧になられています」というテロップが流れる。
- ウェールズの炭鉱にて
- 本日のニュース
- ヒキガエルの知性を高めるための時間
- 人食いモンスターとクレルム歯磨き（アニメ）
- CMの時間
- バード・ウォッチャーの卵収集家
- 生命保険コント
- モーレツしごき病院
- 美しく青きドナウ
- 女子高の寮コント
- オバサンばかりの潜水艦
- 頭にテンを刺した男
- 救命ボート
- カニバリズム（アニメ）
- 葬儀屋コント
  - 国歌が流れ、エンド・クレジット

## 第3シリーズ
| 「 | And now, | 」 |

| 「 | It's... | 」 |

このシリーズのみ、オープニングにはテリー・ジョーンズが演じる「裸のオルガン奏者」が登場し、その後にアナウンサーのセリフ（第2シリーズのものを短縮）「And now...」とイッツマンの「It's...」が来るようになる。

### 1. ウィッカーズ・ワールド（別題：ジョールの武勇伝）
（第27話、本放送1972年10月19日）
- ジョールの武勇伝（その1）
- オープニング
- 裁判所コント（その1・大量殺人鬼）
- 体内捕物帖（アニメ）
- ジョールの武勇伝（その2）
- ジョールの武勇伝（その3）
- 裁判所コント（その2）
- 株価ニュース
- ペッパー・ポットVSジャン=ポール・サルトル
- ウィッカーズ・ワールド
- エンド・クレジット

### 2.ブライアン・ノリス夫妻の冒険
（第28話、本放送1972年10月26日 / 日本初放送1976年7月16日（第15回））
- ブライアン・ノリス夫妻の冒険
- オープニング
- 校長室にて
- 出来るかな？
- 海外開発大臣
- ドクター・ダイナマイト
- 明るいチャイコフスキー
- シェイプアップ・ズボン劇場
- 唇よサヨウナラ（アニメ）
- フィッシュ・スラッピング・ダンス
- 海底世界大戦（アニメ）
- SOSマザー・グース号
- BBCは貧乏だ
- イッツマンの部屋
ルルとリンゴ・スターがゲスト出演。

### 3.マネー・プログラム
（第29話、本放送1972年11月2日 / 日本初放送1976年7月23日（第16回））
- マネー・プログラム
- オープニング
- エリザベス"L"
- 路上警察（アニメ）
- 教会警察
- 弾む女（アニメ）
- 密林レストラン（その1）
- ケン・ラッセルの『ガーデン・パーティ』
- 密林レストラン（その2）
- 討論教室

### 4.血、破壊、死、戦争そして恐怖（別題：ぶ飛空ティンモ・イソパン）
（第30話、本放送1972年11月9日 / 日本初放送1976年7月30日（第17回））
- 綴りをデタラメにしゃべる男
- オープニング
- 銀行家コント
- 弱肉強食の世界
- 人食いハウス・ハンター（アニメ）
- いまどきの陸軍兵募集事務所
- 悲劇的に喜劇的な男のお話
- サーカス・コント
- 食前酒ボルスの話
- 9時のニュース（BBCの本物のアナウンサー、リチャード・ベイカーが出演している）
- バカ馬スパイ大作戦
- エンド・クレジット

最初のネタを引っ張ってクレジットも番組名もアナグラム。

### 5. オール・イングランド　プルースト要約選手権
（第31話、本放送1972年11月16日）
- オープニング
- オール・イングランド　プルースト要約選手権
- エンド・クレジット
- 美容師たちのエベレスト登山
- 映画予告編『素晴らしい膿』（アニメ）
- 消防団をホーム・パーティーに誘え
- ベロニカのホーム・パーティー作法
- 共産主義革命の訪問セールス（アニメ）
- 話し方教室
- 旅行代理店
- ブロントサウルスについての新説

### 6.マリー・ホワイトハウスなんかぶっ飛ばせ！
（第32話、本放送1972年11月23日）
- 主婦連のファシスト運動
- オープニング
- ガンビーのガンビーによる脳外科手術
- 人生の意味について（アニメ）
- 訪問・軟体動物ドキュメンタリー
- 人間吸引ベビー（アニメ）
- 本日の国会エトセトラ
- 政治家に関する不適切な表現のお詫び
- 英国海軍パホ湖探検
- 世界一バカなコント
- エンド・クレジット

### 7.サラダの日々
（第33話、本放送1972年11月30日 / 日本初放送1976年8月13日（第19回））
- オープニング
- ミスター・ビグルスの大冒険（カットされた場面あり）
- 戦闘機が墜落すればロンドンが破滅（アニメ）
- アクスブリッジ通り"北壁"登頂
- パーカー通りは海の上
- 報道特別番組『貯蔵ビン』
- テレビを見ると目に悪い（アニメ）
- ここまでのあらすじ
- チーズ・ショップ
- サム・ペキンパーの『サラダの日々』
- エンド・クレジット
- 時間が余ってしまった

### 8. サイクル野郎危機一髪！
（第34話、本放送1972年12月7日）
オープニング・シークエンスなし
- サイクル野郎危機一髪！
30分で一話のロング・スケッチ。テリー・ジョーンズとマイケル・ペイリンによって執筆された。

### 9.裸のオルガン奏者
（第35話、本放送1972年12月14日 / 日本初放送1976年8月20日（第20回））
- 1ポンドくれたら邪魔しない
- オープニング
- 10秒セックス
- 19世紀英国文学キャラが働く建設現場
- 死体置き場にて
- アニメ制作の現場から（アニメ）
- オリンピックかくれんぼ選手権
- チープラフ夫妻との夕べ
- イギリス"まあ、そのお"クラブ
- 明かりをつけてやる（アニメ）
- 惑星アルゴン
- エンド・クレジット

### 10.トリップショー病
（第36話、本放送1972年12月21日）
- チューダー職業安定所風エロ本屋
- フィリップ・シドニー卿の華麗な日々
- 囚われのゲイ・ボーイズ（アニメ）
- 世界で一番メイワクな牧師
- オープニング
- バカな射的（アニメ）
- 電報オフィスにて
- 死後の世界はあるか？
- トリップショー病
- シェリー・マニア牧師
- 検閲済みのエンディング

この回は、BBCの検閲により「Big Nose Sculptures」、「Cocktail Bar」、「Wee - Wee」という3つのスケッチとアニメの一部がカット、他のエピソードに収録する予定だった「世界で一番メイワクな牧師」と「トリップショー病」で穴埋めして放送された。

### 11.デニス・ムーア
（第37話、本放送1973年1月4日 / 日本初放送1976年8月6日（第19回））
- 今夜のボクシング
- オープニング
- デニス・ムーア（その1）
- 医者の真実
- 悪徳救急車（アニメ）
- 重大討論会
- デニス・ムーア（その2）
- 全世界バカ見本市
- 犯人逮捕術（アニメ）
- 詩に取りつかれた弁護士
- デニス・ムーア（その3）
- 偏見教室
- デニス・ムーア（その4）
- エンド・クレジット
- ミスコンに敗れた判事たちのエンディング

### 12.枕元の一冊
（第38話、本放送1973年1月11日）
- 保守党に成り代わっての政見放送
選挙への影響を危惧して再放送時にカット、ソフトにも未収録。カナダの放送局で映像が発見された。
- オープニング
- 枕元の一冊（その1）
- カミカゼ・スコットランド兵、特攻せよ！（その1）
- カミカゼ・アドバイス・センター
- 時間がないコンサルタント
- ロートレックの二挺拳銃（アニメ）
- カミカゼ・スコットランド兵、特攻せよ！（その2）
- 枕元の一冊（その2）
- 2001年宇宙の旅（アニメ）
- 科学ドキュメンタリー
- カミカゼ・スコットランド兵、クレムリンへ特攻せよ！
- クイズ：どいつがバカだ？
- 英文学教養番組VS森林資源ドキュメンタリー番組　マイク争奪戦
- 枕元の一冊（その3）
- エンド・クレジット
- BBCの番組案内
カットされたバージョンも多いが、ソフトには収録されている。

### 13. グランドスタンド（別題：輝け！英国芸能大賞）
（第39話、本放送1973年1月18日 / 日本初放送1976年8月27日（第21回））
オープニング・アニメなし
- テムズTVからの告知
- オープニング
- 英国芸能大賞
- オスカー・ワイルド・スケッチ
- 社交パーティーで一発（アニメ）
- お掃除オバサン（アニメ）
- パゾリーニのクリケット第三回戦
- 新品の脳みそコント
- 血液銀行にて
- 夫婦スワッピング番組『グランドスタンド』
- エンド・クレジット
ジョン・クリーズが登場する最後のスケッチ。
- スケベ牧師コント

## 第4シリーズ
第4シリーズは唯一、第42話を除いてイッツマン等のオープニングのシークエンスが存在しない。オープニングアニメのナレーションもなく、タイトル自体も「Monty Python（Flying　Circusが付かない）」に変更されている。
またジョン・クリーズは第4シリーズには出演していない。しかし未発表だった台本を提供しており、エンド・クレジットには「脚本」としてクレジットされている。

### 1. 気球の黄金時代
（第40話、本放送1974年10月31日）
この回はオープニングなし
- 配管作業員による番組紹介
- 気球の黄金時代（第1話）〜はじまり〜
- 気球の黄金時代（第2話）〜兄弟の愛、といってもゲイじゃない〜
- 気球の黄金時代（第3話）〜フランスの栄光の日々〜
- エンド・クレジット
- ノルウェー党の政見放送
- 気球の黄金時代（第6話）〜ツェッペリン〜
- 結腸浣腸の黄金時代（アニメ）
- THE MILL ON THE FLOSS

### 2. マイケル・エリス
（第41話、本放送1974年11月7日 / 日本初放送1976年9月3日（第22回））
- オープニング
- エンド・クレジット
- マイケル・エリス

「マイケル・エリス」は、ほぼ全編を占めるロング・スケッチ。映画『モンティ・パイソン・アンド・ホーリー・グレイル』の制作初期のアイデアを流用している。

### 3. 戦争バラエティー
（第42話、本放送1974年11月14日 / 日本初放送1976年9月10日（第23回））
- 主人公は誰だ
ダグラス・アダムズがカメオ出演している。
- コックニーの符丁を使う大英帝国空軍飛行士
- 大英帝国空軍司令部
- 軍事法廷にて…
- バカな戦争映画・予告編
- オープニング
- 人間TVリモコン
- BBCの会議室
- 騒々しい天気（アニメ）
- 言葉の響きに敏感な一家
- 乗馬『サウンド・オブ・ミュージック』障害ジャンプ
- エンディング　"When Does a Dream Begin?"（歌）
ニール・イネスが作詞、歌唱。

### 4. ハムレット
（第43話、本放送1974年11月21日）
- ハムレットとニセ精神分析医たち
- ネイション・ワイド
- 花嫁のオヤジもご一緒に…
- オープニング
- 精神分析医の偽オフィーリア
- キラーとチャンプ
- 公園のオバサン
- ハムレット第二幕〜ポローニアス家の部屋〜
- ヴィクトリア女王障害レース
- 第五幕　城内のハムレット
- エンド・クレジット

### 5. ミスター・ニュートロン
（第44話、本放送1974年11月28日）
- オープニング
- ミスター・ニュートロン
- エンド・クレジット
- 今日の奇術

「ミスター・ニュートロン」は、ほぼ全編を占めるロング・スケッチ。冒頭の「ポストの除幕式」を除き、全編をテリー・ジョーンズとマイケル・ペイリンが共同で執筆した。
ダグラス・アダムズがカメオ出演している。

### 6. 政見放送
（第45話、本放送1974年12月5日 / 日本初放送1976年9月17日（第24回））
- これは自由党からの政見放送です
- 全英サイテー家族大賞
ニール・イネスが共同執筆。
- アイスランドの蜂蜜売り
- オープニング
- 世界で一番アブナイ医者
ダグラス・アダムズが共同執筆。
- プラトニックな陸軍准将と主教
- 声楽家（アニメ）
- 何不自由ない大金持ちの主張
- 文章完成屋
- 伝説の歩く木を求めて
- カラハリのクリケット族
- エンド・クレジット
- ニュースの時間